# Zwarte snuitwapenvlieg
De zwarte snuitwapenvlieg (Nemotelus nigrinus) is een vliegensoort uit de familie van de Stratiomyidae. De wetenschappelijke naam van de soort is voor het eerst geldig gepubliceerd in 1817 door Fallen.